# Brittany MacLean
Brittany MacLean (n. 3 martie 1994, Mississauga⁠(d), Ontario, Canada) este o înotătoare canadiană, medaliată olimpică. A participat la 2 ediții ale Jocurilor Olimpice (2012, 2016) în care a câștigat o medalie de bronz.